# كنز السعادة (فلم)
كنز السعادة فيلم مصري تم إنتاجه عام 1947، من تأليف وإخراج إبراهيم لاما وبطولة سمير عبد الله لاما وبشارة واكيم.

## القصة
تتولد صداقة بين «القهوجي» و«المنجد» وكان للأول ابنة وللثاني ابن يميل إلى ابنة «القهوجي» ويربط بينهما الحب، ويبارك هذا الحب الأبوان ويتفقان على زواج الابنة التي تفكر بواقعية أكثر من الابن الذي يسيطر الخيال على أفكاره حتى يحدث ذات مرة أن يجد ابن المنجد العصا السحرية التي تستطيع فعل أي شيء. يبدأ الابن في استخدام العصا السحرية لتحقيق أمانيه فتارة تحقق أحلامه البسيطة في الانتقام الساذج ممن يعترضه وتارة تحقق مطالبه الحياتية العادية وأخرى تحقق له أمانيه العظيمة من مستقبل وثراء ووجاهة اجتماعية.
في الإطار الهزلي الضاحك، نكتشف في نهاية الفيلم أن العصا السحرية وما ارتبط بها من أحداث ما كانت إلا حلمًا يراه ابن المنجد.

## فريق العمل
إخراج وتأليف: إبراهيم لاما
إنتاج: ستوديو لاما
طاقم العمل:
- سمير عبد الله لاما
- بشارة واكيم
- حسن فايق
- زوزو نبيل
- عبد الحميد زكي
- فتحية محمود
- محمد الجنيدي
- زوزو محمد
- سناء سميح

## روابط خارجية
- مقالات تستعمل روابط فنية بلا صلة مع ويكي بيانات